# موتوماهی کوتوله ریونگرو
موتوماهی کوتوله ریونگرو (نام علمی: Amazonsprattus scintilla) نام یک گونه از تیره موتوماهیان است.